# Ninigi
Ninigi (eg. Ninigi-no-Mikoto) är i japansk mytologi anfader till den kejserliga dynastin, sonson till solgudinnan Amaterasu, make till Konohanasakuyahime, fader till Hoderi och Hoori.
Det var Ninigi som mottog de kejserliga regalierna spegel, svärd och ädelstenar ur Amaterasus händer och medförde dem till Japan.